# Iwan Kniaziew
Iwan Jewgienjewicz Kniaziew (ur. 5 listopada 1992 w Timaszowsku) – rosyjski piłkarz, środkowy obrońca. Od 2016 roku zawodnik Riga FC.

## Kariera piłkarska
Wychowanek Lokomotiwu Moskwa. W 2010 roku krótko trenował w FK Moskwa, a potem wrócił do Lokomotiwu. Dwa następne lata spędził w Kubaniu, a w 2013 roku podpisał kontrakt z Torpedo Moskwa. W składzie czarno-białych zadebiutował 12 marca 2013 w meczu przeciwko Jenisejowi Krasnojarsk. W 2015 przeszedł do Urału Jekaterynburg, a w 2016 do Riga FC.